# Metadenopus festucae
Metadenopus festucae är en insektsart som beskrevs av Šulc 1933. Metadenopus festucae ingår i släktet Metadenopus och familjen ullsköldlöss. Inga underarter finns listade i Catalogue of Life.